# Organized Crime
Albums de Mr. Criminal
Criminal Mentality
(2001) Sounds of Crime
(2005)
Organized Crime est le deuxième album studio de Mr. Criminal, sorti le 15 juin 2004.

## Liste des titres
| No  | Titre                                                      | Durée |
| --- | ---------------------------------------------------------- | ----- |
| 1.  | Intro                                                      | 1:33  |
| 2.  | Most Wanted                                                | 3:31  |
| 3.  | Ride With Me                                               | 3:18  |
| 4.  | Represent That Side                                        | 3:40  |
| 5.  | Don't Fuck With Me                                         | 1:39  |
| 6.  | Lyrical Assassin                                           | 4:56  |
| 7.  | High All Day (featuring Kokane)                            | 3:49  |
| 8.  | Notorious Riders (featuring Malow Mac)                     | 3:55  |
| 9.  | From the Streets to the Main Line (featuring Mr. Capone-E) | 3:38  |
| 10. | Criminal Just Fucked You Up                                | 4:10  |
| 11. | Bad News (featuring Fern)                                  | 4:03  |
| 12. | Load Up the Glocks                                         | 4:05  |
| 13. | Ear to the Streets (featuring DTTX)                        | 3:44  |
| 14. | Dreams & Knightmares                                       | 4:23  |
| 15. | When I Die                                                 | 4:09  |
| 16. | Don't Want None of This Rider                              | 4:21  |
| 17. | What The Streets Created (featuring Mr. Silent)            | 4:22  |
| 18. | Phone Call Interlude                                       | 0:46  |
| 19. | How We Ride                                                | 3:55  |
| 20. | Criminals Diary                                            | 4:06  |
| 21. | We Run with It (featuring Mr. Silent et Mr. Capone-E)      | 3:52  |